# 鶴岡幸乃
鶴岡 幸乃（つるおか さちの、1974年8月21日 - ）は、東京都出身の女優。身長159cm。体重43kg。リガメント所属。

## 出演作品

### 映画
- クローズド・ノート（2007年）
- 病葉流れて（2008年）
- 君が踊る、夏（2010年）
- ウルトラマンサーガ（2012年） - 子供たちの親 役[1]

### テレビ
- 警視庁継続捜査班（佐々木雪乃）
- 警視庁南平班〜七人の刑事〜
- コールセンターの恋人
- ビターシュガー
- 世にも奇妙な物語（社員）

### バラエティ
- ジブリの本棚〜宮崎駿が選ぶ子どもたちに読ませたい本（石井桃子）
- 中居正広の金曜日のスマたちへ（薬剤師）
- ハピふる!

### CM
- ANY CALL
- オートバックスセブン
- ダイエー

### ラジオ
- トヨタプレゼンツ 秋元康のドラマティックドライブ〜いつも誰かと〜

### VP
- PHP インストラクター養成DVD（受講生）

### WEB
- 下町探偵物語2〜浮気はやめて!〜（妊婦）
- 覇道（マリ、杏花）